# مجموعه سهام السلطنه
مجموعه سهام السلطنه مربوط به دوره قاجاریه است و در شهرستان اردستان، بخش زواره، دهستان ریگستان، روستای امیر آباد واقع شده و این اثر در تاریخ ۸ بهمن ۱۳۸۵ با شمارهٔ ثبت ۱۷۰۴۱ به عنوان یکی از آثار ملی ایران به ثبت رسیده است.